# اتلاسیان
اتلاسیان (انگلیسی: Atlassian) شرکت نرم‌افزار استرالیایی است، که در سال ۲۰۰۲ تأسیس شد.